# Kanji kentei shiken

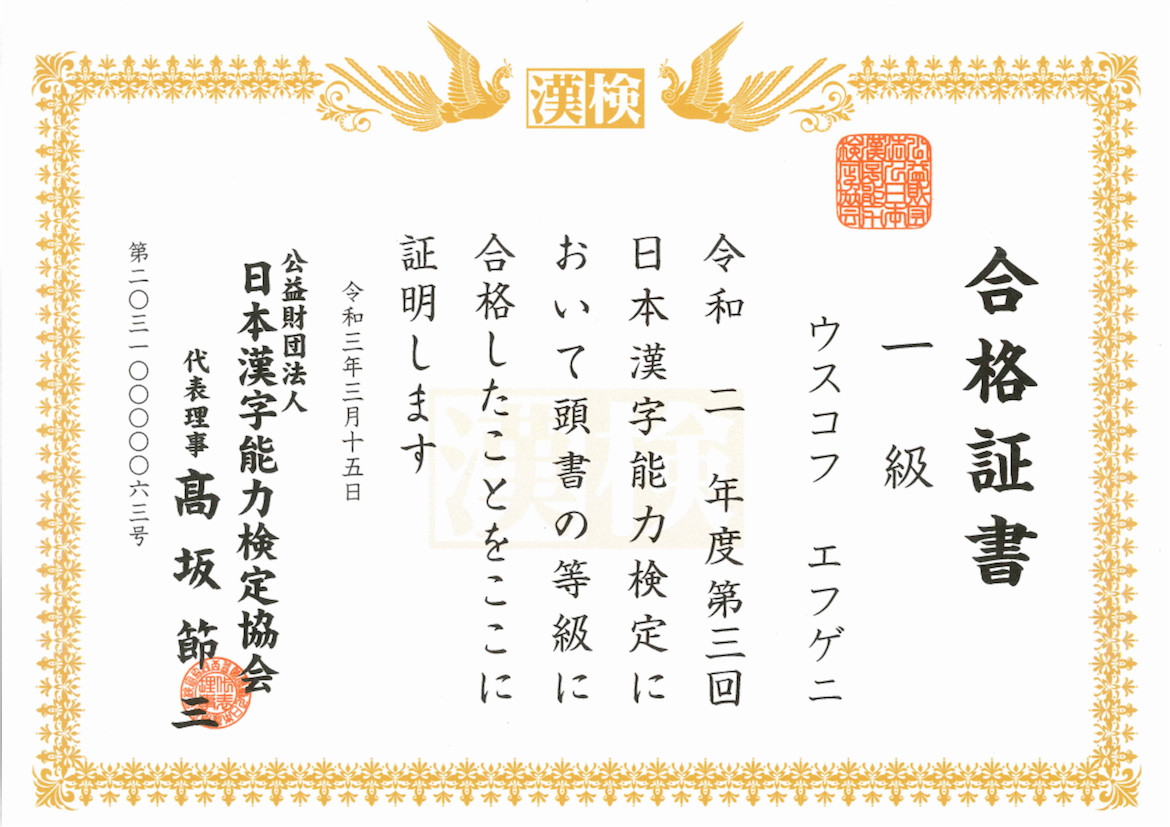
Kanji

El Test Japonés de Aptitud en Kanji (日本漢字能力検定試験 Nihon Kanji Nōryoku Kentei Shiken?), también conocido como Kanji Kentei (漢字検定?), o Kanken (漢検?), es una prueba de aptitud en el conocimiento de los kanji. El Kanken es un examen del nivel de lectura, escritura y correcto empleo de los kanji.
Existen 12 niveles diferentes, siendo el más fácil el nivel 10 y el más difícil el nivel 1, con la inclusión de niveles intercalados pre-2 y pre-1. Está organizado por la Fundación del Examen de Aptitud de Kanji (財団法人日本漢字能力検定協会) y reconocido oficialmente por el Ministerio de Educación Japonés a partir del nivel 8. Dura 40 minutos para los niveles comprendidos entre el 10 y el 8, y una hora para los siguientes. Se exige un porcentaje de respuestas correctas del 80% para los niveles comprendidos entre el 10 y el 8, el 70% para los siguientes hasta el pre-2 y de nuevo el 80% para los más avanzados. El nivel 2 es a lo más alto que suele llegar un hablante nativo, incluso aquellos con una educación superior, y supone una ventaja para encontrar empleo u obtener becas. Los niveles pre-1 y 1 son extremadamente raros incluso entre los propios japoneses.
El Kanken sólo examina el nivel de conocimiento de kanji, por lo que no tiene el mismo objetivo que el Nōryoku shiken, pero puede servir de complemento. En principio estaba pensado para examinar el nivel de los propios japoneses, pero puede examinarse cualquier persona independientemente de su nacionalidad. Existen centros examinadores fuera de Japón, pero los niveles pre-1 y 1 solamente están disponibles en los centros de Japón. Cada año se celebran tres convocatorias en febrero, junio y octubre.

## Ejercicios por nivel
| Nombre japonés                             | Descripción | 10  | 9   | 8   | 7   | 6   | 5   | 4   | 3   | P2  | 2   | P1  | 1   |
| ------------------------------------------ | --- | --- | --- | --- | --- | --- | --- | --- | --- | --- | --- | --- | --- |
| 書き取り Kakitori                          | Escribir una palabra en kanji a partir de su lectura en katakana. Se proporciona contexto.                                          | Sí  | Sí  | Sí  | Sí  | Sí  | Sí  | Sí  | Sí  | Sí  | Sí  | Sí  | Sí  |
| 三字・四字熟語 Sanji - yoji jukugo         | Reconocer proverbios clásicos de 3 y 4 kanji.                                                                                       | No  | No  | No  | No  | Sí  | Sí  | Sí  | Sí  | Sí  | Sí  | Sí  | Sí  |
| 誤字訂正 Goji teisei                       | Localización y corrección del ideograma erróneo en un texto                                                                         | No  | No  | No  | No  | No  | No  | Sí  | Sí  | Sí  | Sí  | Sí  | No  |
| 故事・成語・諺 Koji - Seigo - Kotowaza     | Proverbios y frases hechas. | No  | No  | No  | No  | No  | No  | No  | No  | No  | No  | Sí  | Sí  |
| 変換常用漢字 Henkan jōyō kanji             | | No  | No  | No  | No  | No  | No  | No  | No  | No  | No  | Sí  | No  |
| 即読み漢字 Sokuyomi kanji                  | Conocer la lectura de una palabra escrita en kanji. Se proporciona contexto.                                                        | Sí  | Sí  | Sí  | Sí  | Sí  | Sí  | Sí  | Sí  | Sí  | Sí  | Sí  | Sí  |
| かなあて Kana ate                          | Conocer el silabario hiragana en la escritura de vocales largas y consonantes geminadas.                                            | Sí  | No  | No  | No  | No  | No  | No  | No  | No  | No  | No  | No  |
| 送りがな Okurigana                         | Saber distinguir la raíz de un verbo o adjetivo, que se escribe en kanji, de su desinencia, que se escribe en hiragana (okurigana). | No  | No  | Sí  | Sí  | Sí  | Sí  | Sí  | Sí  | Sí  | Sí  | No  | No  |
| 熟字訓・当て字読み Jukuji-kun - ateji yomi | Conocer las lecturas irregulares de algunos kanji.                                                                                  | No  | No  | No  | No  | No  | No  | No  | No  | No  | No  | No  | Sí  |
| 画数 Kakusū                                | Saber contar el número de trazos de un kanji.                                                                                       | Sí  | No  | No  | Sí  | Sí  | Sí  | No  | No  | No  | No  | No  | No  |
| 筆順 Hitsujun                              | Saber reconocer el orden del trazo que viene resaltado en un kanji. Complementa a Kakusū.                                           | Sí  | Sí  | Sí  | Sí  | Sí  | Sí  | No  | No  | No  | No  | No  | No  |
| 対義語・類義語 Taigigo - Ruigigo           | Conocer parejas de palabras relacionadas, tales como parejas de antónimos.                                                          | Sí  | Sí  | Sí  | Sí  | Sí  | Sí  | Sí  | Sí  | Sí  | Sí  | Sí  | Sí  |
| 即答部首 Sokutō bushu                      | Reconocer el radical de un kanji.                                                                                                   | No  | Sí  | Sí  | Sí  | Sí  | Sí  | Sí  | Sí  | Sí  | Sí  | No  | No  |
| とめ・はね Tome - Hane                     | Se omite la parte final de un trazo de un kanji. Hay que saber si al final es recto o no.                                           | No  | Sí  | No  | No  | No  | No  | No  | No  | No  | No  | No  | No  |
| 漢字選択 Kanji sentaku                     | "Selección de kanji" | No  | No  | No  | Sí  | Sí  | No  | Sí  | Sí  | Sí  | No  | No  | No  |
| 即断熟語 Sokudan jukugo                    | | No  | No  | No  | Sí  | No  | Sí  | Sí  | Sí  | Sí  | No  | Sí  | Sí  |
| 音訓即断 On-kun sokudan                    | | No  | No  | No  | Sí  | Sí  | Sí  | No  | No  | No  | No  | No  | No  |
| 熟語の構成 Jukugo no kōsei                 | "Composición de dichos o frases hechas"                                                                                             | No  | No  | No  | No  | Sí  | Sí  | Sí  | Sí  | Sí  | Sí  | No  | No  |
| 国字選択 Kokuji sentaku                    | "Selección de ideogramas puramente japoneses (no de origen chino)"                                                                  | No  | No  | No  | No  | No  | No  | No  | No  | No  | No  | No  | Sí  |
|                                            | Total de ejercicios | 6   | 6   | 6   | 10  | 11  | 11  | 10  | 10  | 10  | 8   | 8   | 8   |
|                                            | Tiempo total (minutos) | 40  | 40  | 40  | 60  | 60  | 60  | 60  | 60  | 60  | 60  | 60  | 60  |
|                                            | Porcentaje mínimo de aciertos exigido para aprobar                                                                                  | 80% | 80% | 80% | 70% | 70% | 70% | 70% | 70% | 70% | 80% | 80% | 80% |